# Leichtathletik-Weltmeisterschaften 2017/4 × 100 m der Männer

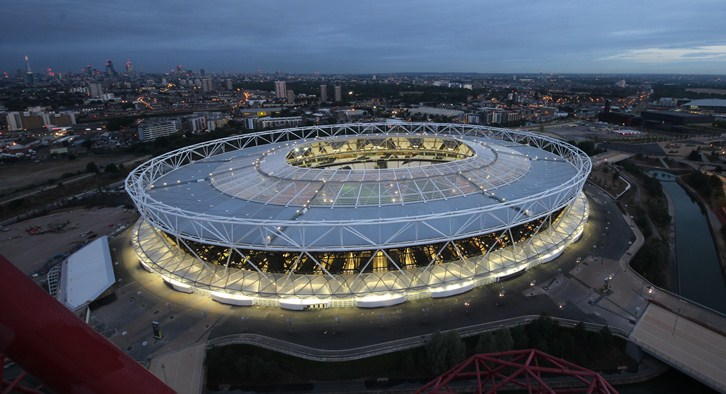
Das Olympiastadion London im Jahr 2017

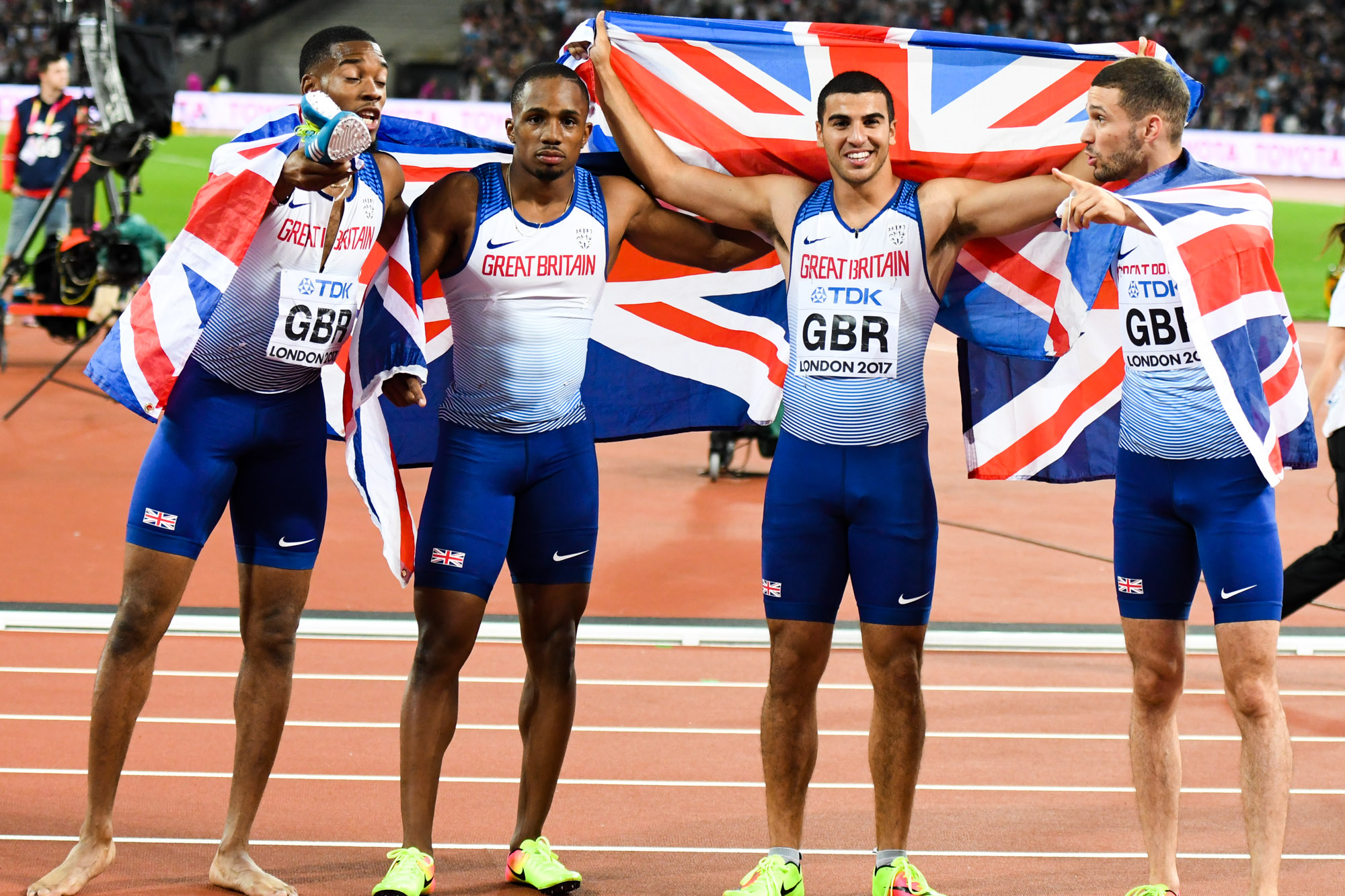
Das siegreiche Team aus Großbritannien (v. l. n. r.): Chijindu Ujah, Adam Gemili, Danny Talbot and Nethaneel Mitchell-Blake

Die 4-mal-100-Meter-Staffel der Männer bei den Leichtathletik-Weltmeisterschaften 2017 fand am 12. August 2017 in London, Großbritannien, statt.
Weltmeister wurde die Staffel aus Großbritannien in der Besetzung Chijindu Ujah, Adam Gemili, Daniel Talbot und Nethaneel Mitchell-Blake.
Das Team der USA gewann die Silbermedaille mit Mike Rodgers, Justin Gatlin, Christian Coleman und Jaylen Bacon sowie dem im Vorlauf außerdem eingesetzten Beejay Lee.
Bronze ging an Japan in der Besetzung Shūhei Tada, Shōta Iizuka, Yoshihide Kiryū und Kenji Fujimitsu sowie dem im Vorlauf außerdem eingesetzten Asuka Cambridge.
Auch die hier im Vorlauf eingesetzten Läufer aus den Vereinigten Staaten und Japan erhielten entsprechendes Edelmetall.

## Rekorde

### Rekorde
| Weltrekord               | Jamaika (Nesta Carter, Michael Frater, Yohan Blake, Usain Bolt) | 36,84 s | OS in London, Großbritannien | 11. August 2012   |
| Weltmeisterschaftsrekord | Jamaika (Nesta Carter, Michael Frater, Yohan Blake, Usain Bolt) | 37,04 s | WM in Daegu, Südkorea        | 4. September 2011 |

Der bestehende WM-Rekord wurde bei diesen Weltmeisterschaften nicht eingestellt und nicht verbessert.

### Rekordverbesserungen
Die Siegerstaffel aus Großbritannien stellte in der Besetzung Chijindu Ujah, Adam Gemili, Daniel Talbot und Nethaneel Mitchell-Blake im Finale am 12. August mit 37,47 s eine Weltjahresbestleistung und gleichzeitig einen neuen Europarekord auf.

## Vorläufe
Aus den beiden Vorläufen qualifizierten sich die jeweils drei Ersten jedes Laufes – hellblau unterlegt – und zusätzlich die drei Zeitschnellsten – hellgrün unterlegt –  für das Finale.

### Lauf 1
12. August 2017, 10:55 Uhr Ortszeit (11:55 Uhr MESZ)
| Platz | Bahn | Land                | Athleten                                                                      | Zeit (s) |
| ----- | ---- | ------------------- | ----------------------------------------------------------------------------- | -------- |
| 1     | 8    | USA                 | - Mike Rodgers - Justin Gatlin - Beejay Lee (Vorlauf) - Christian Coleman     | 37,70 WL |
| 2     | 4    | Großbritannien      | - Chijindu Ujah - Adam Gemili - Daniel Talbot - Nethaneel Mitchell-Blake      | 37,76 SB |
| 3     | 5    | Japan               | - Shūhei Tada - Shōta Iizuka - Yoshihide Kiryū - Asuka Cambridge (Vorlauf)    | 38,21 SB |
| 4     | 9    | Türkei              | - Yiğitcan Hekimoğlu - Jak Ali Harvey - Emre Zafer Barnes - Ramil Guliyev     | 38,44 SB |
| 5     | 6    | Trinidad und Tobago | - Keston Bledman - Kyle Greaux - Moriba Morain - Emmanuel Callender           | 38,61 SB |
| 6     | 2    | Niederlande         | - Giovanni Codrington - Hensley Paulina - Liemarvin Bonevacia - Taymir Burnet | 38,66 SB |
| 7     | 7    | Australien          | - Trae Williams - Tom Gamble - Nicholas Andrews - Rohan Browning              | 38,88 SB |
| 8     | 3    | Barbados            | - Levi Cadogan - Ramon Gittens - Shane Brathwaite - Mario Burke               | 39,19    |

### Lauf 2

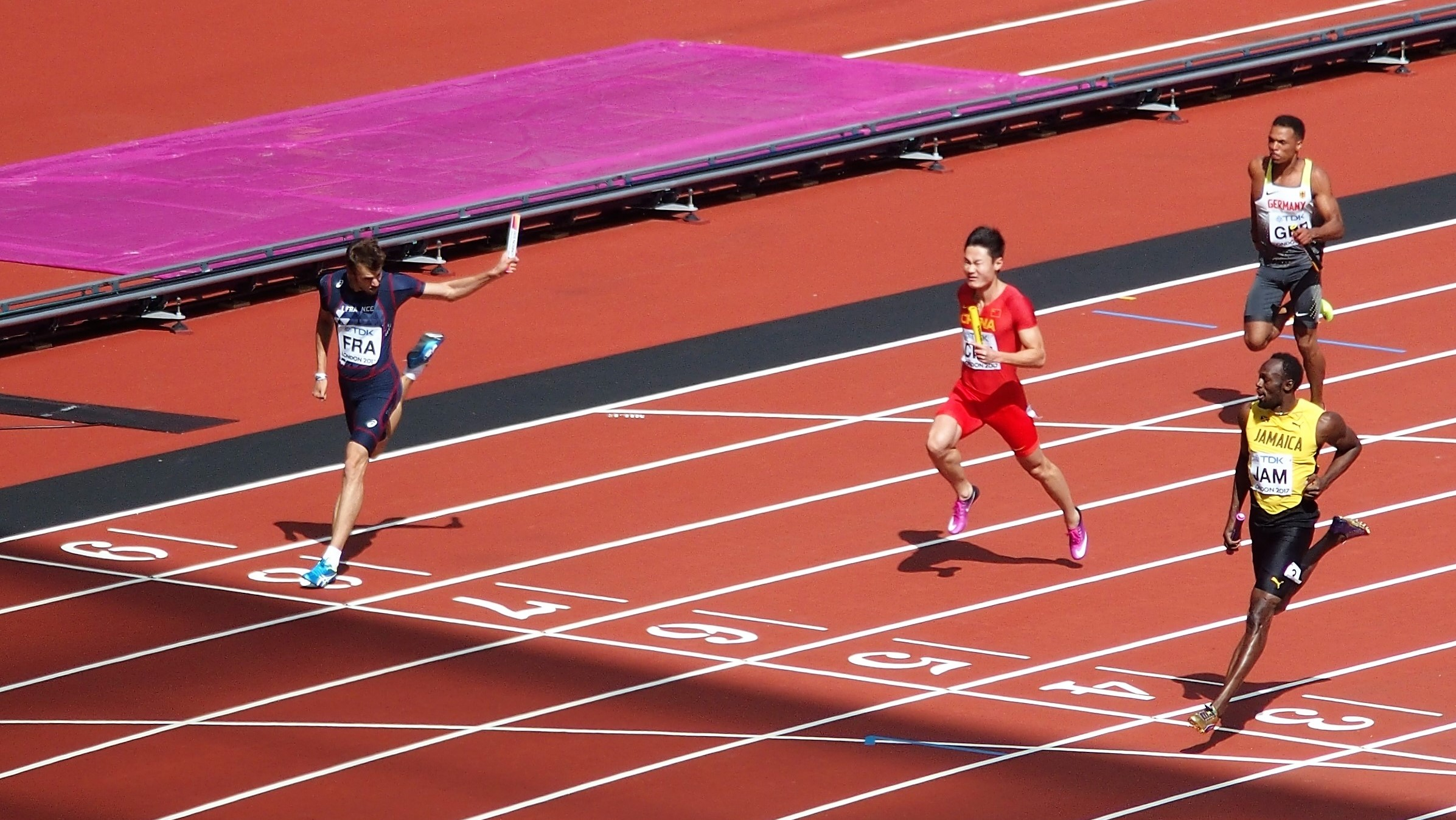
Zielankunft des zweiten Vorlaufs: Usain Bolt vor Christophe Lemaitre und Zhang Peimeng, hinten im Bild Robin Erewa für die fünftplatzierten Deutschen

12. August 2017, 11:04 Uhr Ortszeit (12:04 Uhr MESZ)
| Platz | Bahn | Land                | Athleten                                                                             | Zeit (s) |
| ----- | ---- | ------------------- | ------------------------------------------------------------------------------------ | -------- |
| 1     | 3    | Jamaika             | - Tyquendo Tracey (Vorlauf) - Julian Forte - Michael Campbell (Vorlauf) - Usain Bolt | 37,95 SB |
| 2     | 8    | Frankreich          | - Stuart Dutamby - Jimmy Vicaut - Méba-Mickaël Zézé - Christophe Lemaitre            | 38,03 SB |
| 3     | 6    | Volksrepublik China | - Wu Zhiqiang - Xie Zhenye - Su Bingtian - Zhang Peimeng                             | 38,20    |
| 4     | 5    | Kanada              | - Gavin Smellie - Aaron Brown - Brendon Rodney - Mobolade Ajomale                    | 38,48    |
| 5     | 7    | Deutschland         | - Julian Reus - Robert Hering - Roy Schmidt - Robin Erewa                            | 38,66    |
| 6     | 4    | Kuba                | - Harlyn Pérez - Roberto Skyers - Yaniel Carrero - José Luis Gaspar                  | 39,01 SB |
| DSQ   | 9    | Bahamas             | - Warren Fraser - Shavez Hart - Sean Stuart - Teray Smith                            |          |

## Finale
12. August 2017, 21:50 Uhr Ortszeit (22:50 Uhr MESZ)
Im Finale kam es zu folgenden Besetzungsänderungen:
- USA – Jaylen Bacon lief anstelle von Beejay Lee
- Japan – Kenji Fujimitsu ersetzte Asuka Cambridge
- Jamaika – Omar McLeod und Yohan Blake liefen anstelle von Tyquendo Tracey und Michael Campbell

Alle erwarteten den in den letzten Jahren üblichen Zweikampf zwischen den USA und Jamaika. Immer wieder hatten die US-Amerikaner in diesem Duell den Kürzeren gezogen, meist sogar durch Disqualifikationen oder vorzeitiges Ausscheiden. Aber diesmal waren sie leicht favorisiert, denn Usain Bolt hatte nicht mehr die dominierende Rolle früherer Jahre und die US-Amerikaner hatten im 100-m-Einzellauf deutlich besser abgeschnitten als Jamaika. Stark hatten sich im Vorlauf auch die Briten – Europameister von 2014 und 2016 – präsentiert. Sie waren zusammen mit China und Japan die ersten Anwärter auf die Bronzemedaille.
Stark begann Großbritannien dieses Rennen. Mit sehr guten Wechseln und Einzelleistungen führten sie nach halber Distanz vor den US-Amerikanern und Jamaika. Auch in der Zielkurve zeigte der Brite Daniel Talbot sich dem US-Amerikaner Jaylen Bacon und dem Jamaikaner Yohan Blake gewachsen und übergab den Stab mit einer deutlichen Führung an Nethaneel Mitchell-Blake. Der US-amerikanische 100-Meter-Vizeweltmeister Christian Coleman kam zwar noch bis auf eine halbe Zehntelsekunde an den britischen Schlussläufer heran, aber Großbritannien ließ sich diese überraschende Goldmedaille nicht mehr nehmen und gewann das Rennen mit Weltjahresbestleistung und neuem Europarekord. Dahinter spielte sich im letzten großen Rennen des Usain Bolt ein ziemliches Drama ab. Mitte der Zielgeraden fasste Bolt sich an den Oberschenkel, humpelte noch ein paar Schritte und gab dann auf. Die Japaner profitierten davon und gewannen die Bronzemedaille. Vierter wurde China vor Frankreich und Kanada. Die Türkei belegte Rang sieben.

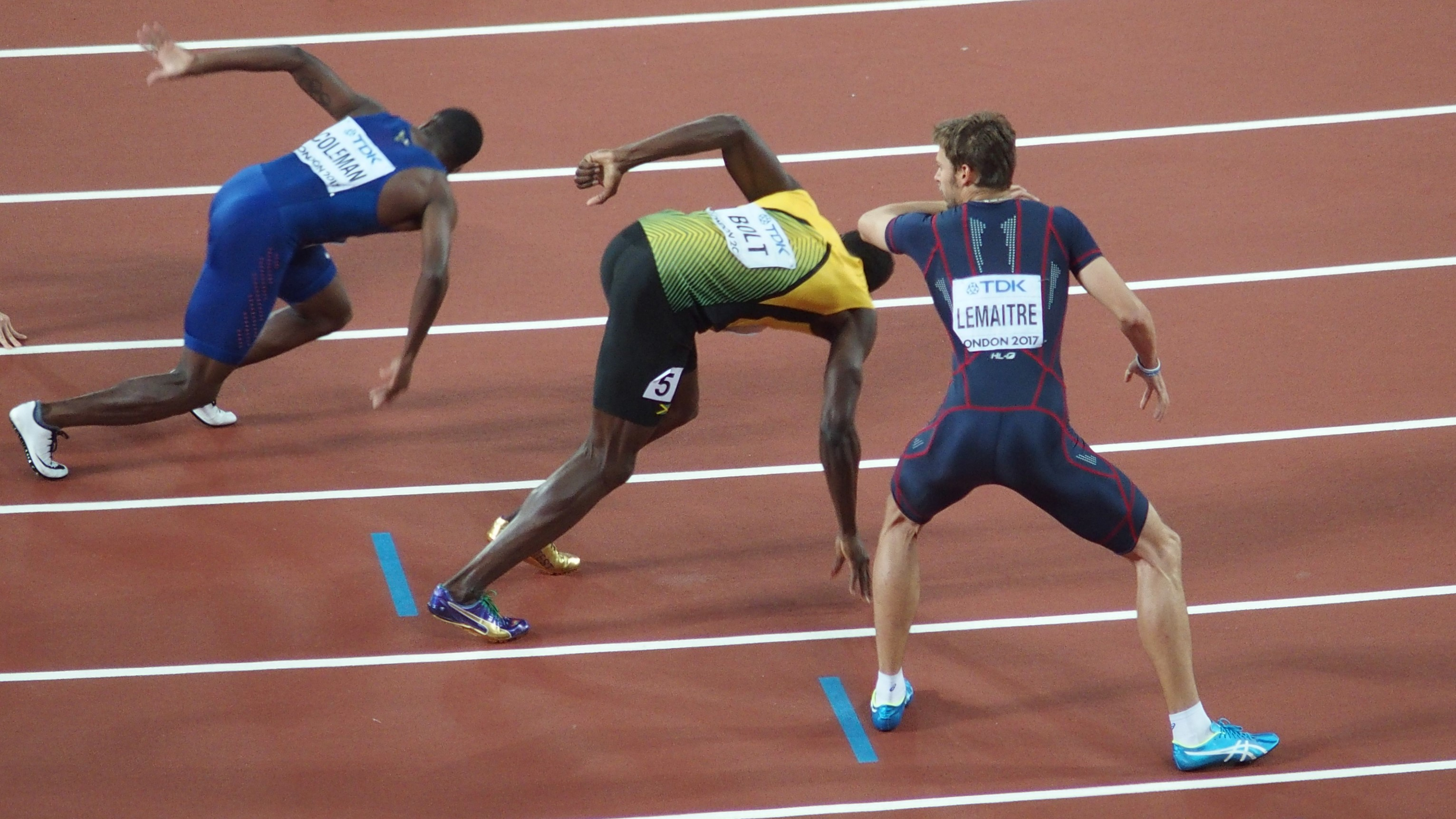
Die Schlussläufer warten an der Wechselmarke (v. l. n. r.): Christian Coleman, Usain Bolt und Christophe Lemaitre

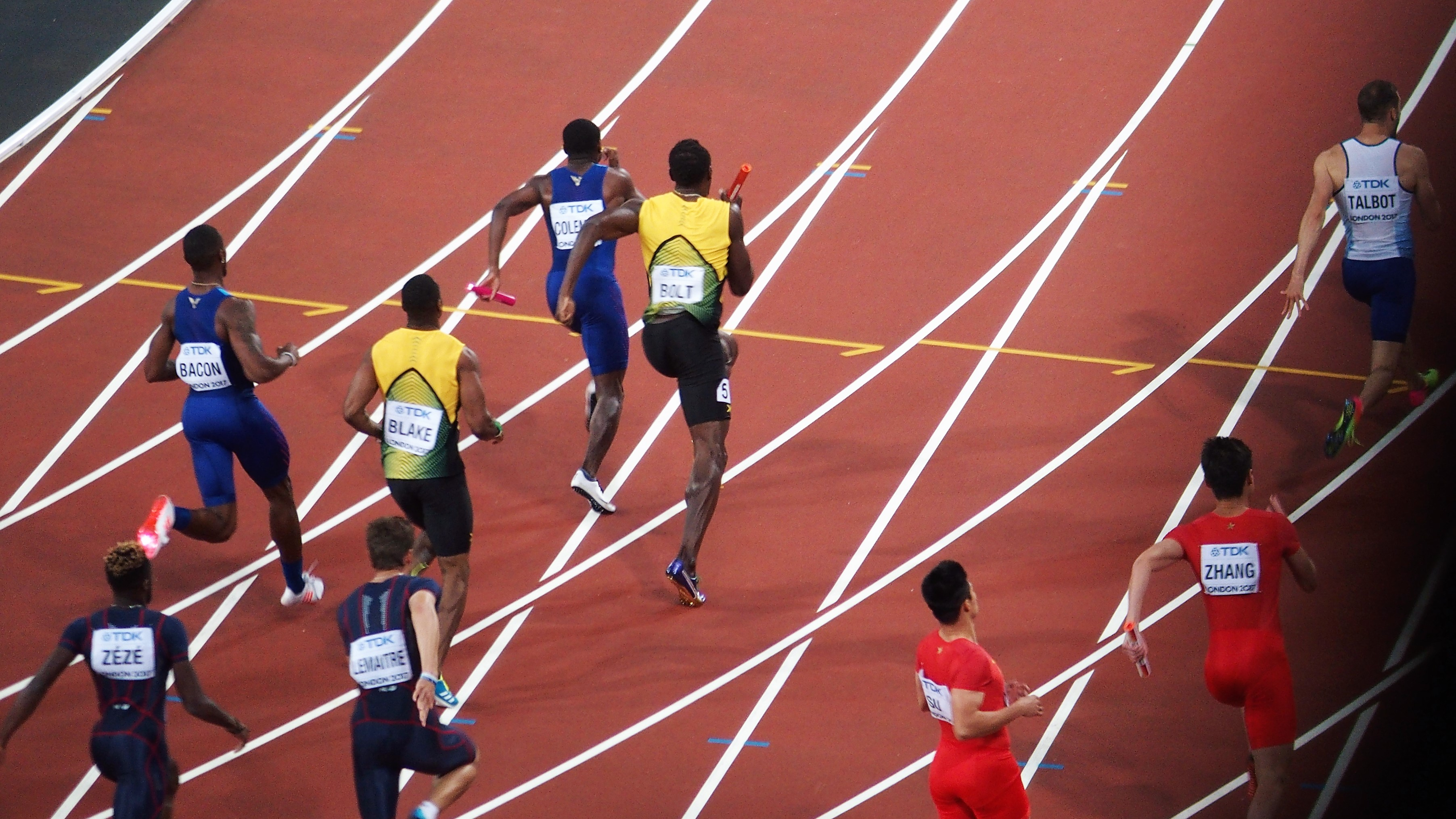
Letzter Wechsel nach erfolgter Stabübergabe

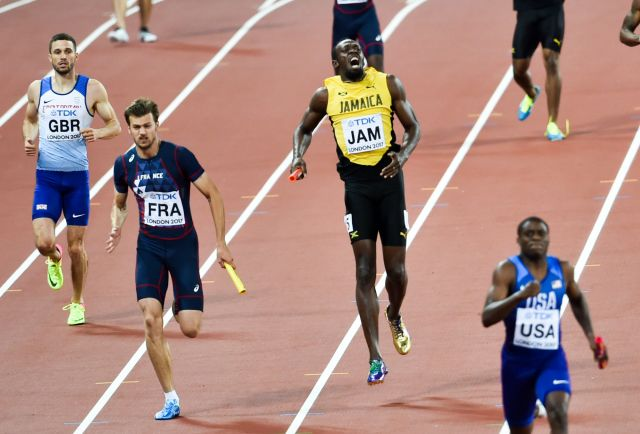
Usain Bolt humpelnd, links daneben Christophe Lemaitre und der dritte britische Läufer Daniel Talbot, ganz rechts US-Schlussläufer Christian Coleman

| Resultat | Resultat | Resultat            | Resultat | Resultat    |
| Platz    | Bahn     | Land                | Athleten | Zeit (s)    |
| -------- | -------- | ------------------- | --- | ----------- |
|          | 7        | Großbritannien      | - Chijindu Ujah - Adam Gemili - Daniel Talbot - Nethaneel Mitchell-Blake                                          | 37,47 WL/ER |
|          | 4        | USA                 | - Mike Rodgers - Justin Gatlin - Jaylen Bacon - Christian Coleman im Vorlauf außerdem: - Beejay Lee               | 37,52 SB    |
|          | 9        | Japan               | - Shūhei Tada - Shōta Iizuka - Yoshihide Kiryū - Kenji Fujimitsu im Vorlauf außerdem: - Asuka Cambridge           | 38,04 SB    |
| 4        | 8        | Volksrepublik China | - Wu Zhiqiang - Xie Zhenye - Su Bingtian - Zhang Peimeng                                                          | 38,34       |
| 5        | 6        | Frankreich          | - Stuart Dutamby - Jimmy Vicaut - Méba-Mickaël Zézé - Christophe Lemaitre                                         | 38,48       |
| 6        | 2        | Kanada              | - Gavin Smellie - Aaron Brown - Brendon Rodney - Mobolade Ajomale                                                 | 38,59       |
| 7        | 3        | Türkei              | - Yiğitcan Hekimoğlu - Jak Ali Harvey - Emre Zafer Barnes - Ramil Guliyev                                         | 38,73       |
| DNF      | 5        | Jamaika             | - Omar McLeod - Julian Forte - Yohan Blake - Usain Bolt im Vorlauf außerdem: - Tyquendo Tracey - Michael Campbell |             |

## Video
- WCH London 2017 - 4X100m - Men - Final - Usain Bolt injured, Great Britain team wins, youtube.com, abgerufen am 28. Februar 2021